# Thürmer-Saal

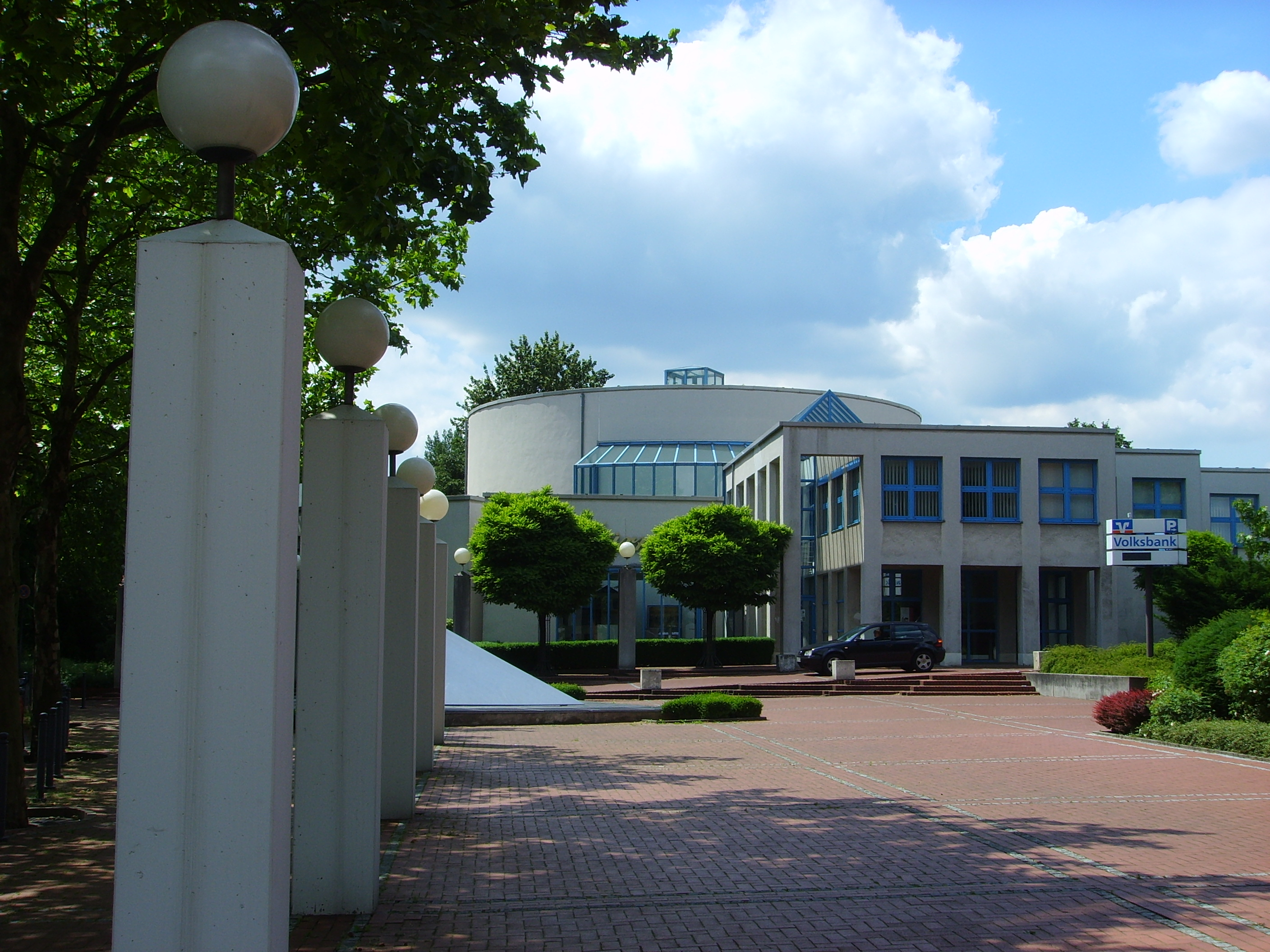
Außenansicht des Thürmer-Saals, 2008

Der Thürmer-Saal war ein Kammermusiksaal mit 450 Plätzen im Viertel Ehrenfeld des Bochumer Stadtteils Wiemelhausen.

## Geschichte
Der Thürmer-Saal wurde vom Inhaber der Ferd. Thürmer Pianofortefabrik, Jan Thürmer, am 17. Juni 1988 eröffnet, nachdem im selben Jahr die Fabrik ihren Sitz von Herne nach Bochum verlegt hatte. Der Thürmer-Saal war mit etwa 50 Konzerten im Jahr einer der wichtigsten Aufführungsorte des Klavierfestivals Ruhr. Im Jahr 1995 stand der Konzertsaal im Mittelpunkt eines Skandals um Künstlerhonorare des Klavierfestivals.

## Entwurf

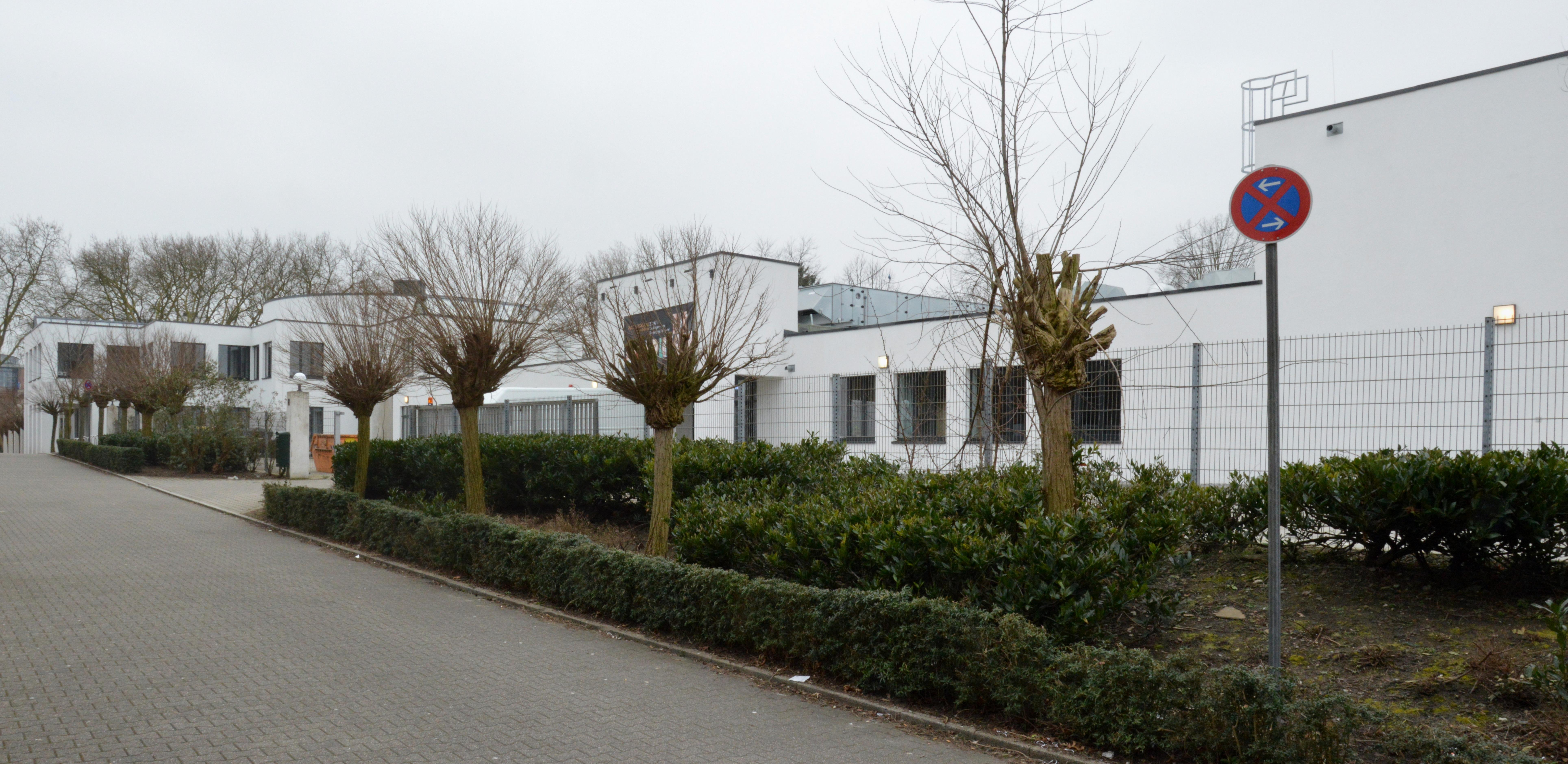
Campus Bochum der Folkwang Universität der Künste

Der Entwurf des in Weiß gehaltenen, als Rotunde angelegten Baus stammt von Lothar G. Possinke (Düsseldorf) und Werner Quarg (Essen). Im Eröffnungsjahr erhielt er eine Auszeichnung im Gestaltungswettbewerb des Kommunalverbandes Ruhrgebiet. Die Architektur orientiert sich an Bauten Le Corbusiers, zusammen mit der Gestaltung des Vorplatzes und in der Lichtführung an den weißen, lichtdurchfluteten Bauten Richard Meiers und in den geometrischen Grundformen an Entwürfen Oswald Mathias Ungers'. Das Gebäude bildet den südlichen Abschluss eines in Nord-Süd-Richtung angelegten Gebäude-Komplexes, in dem auch ein Klaviermuseum, Verwaltungsflächen und die Produktionsstätten des Unternehmens mit Werkstätten und Lagerräumen untergebracht waren. Neben dem eigentlich Saal beherbergte es auch Übungsräume und Künstlerappartements.

## Nutzung
Im Jahr 2009 kaufte das Land NRW den Thürmer-Saal zusammen mit den angrenzenden Gebäuden und konzentrierte nach einem Umbau die Schauspielausbildung der Folkwang Universität der Künste ab 2014 an diesem Standort.

## Nachweise
1. ↑  Phantom im Dschungel. Der Spiegel, Ausgabe 14/1995

Koordinaten: 51° 28′ 15″ N, 7° 13′ 31″ O